# Georges Frem
Georges N. Frem – libański polityk, przedsiębiorca i filantrop, katolik-maronita. Założył koncern przemysłowy INDEVCO oraz fundację charytatywną swojego imienia. Pełnił funkcje ministra telekomunikacji i przemysłu w gabinecie Szafika al-Wazzana (1982-1984). W latach 1992-1994 kierował ministerstwem zasobów wodnych i elektryczności, a w latach 2000-2003 resortem przemysłu w rządach Rafika Haririego. Natomiast w latach 2000-2005 był deputowanym libańskiego parlamentu, reprezentując maronicki dystrykt Kasarwan.